# Henri Smulders
Henricus Petrus Augustinus Johannes Smulders, detto Henri ('s-Hertogenbosch, 9 agosto 1863 – Parigi, 8 novembre 1933), è stato un velista olandese.

## Carriera
Partecipò ai Giochi olimpici di Parigi 1900 a bordo di Mascotte assieme a Chris Hooijkaas e Arie van der Velden. Nella gara olimpica l'imbarcazione da lui capitanata ottenne il quarto posto mentre nella gara non olimpica ottenne il secondo posto.